# Noticiero 24 Horas (Colombia)
El Noticiero 24 Horas fue un noticiero colombiano producido por la ex programadora del mismo nombre y cuyos propietarios fueron Mauricio Gómez y Sergio Arboleda Casas.
Estuvo al aire desde 1977 hasta el año 2000.

## Historia
Emitido entre el 3 de enero de 1977 y el 21 de enero de 2000, dominó el horario de lunes a viernes a las 7:00 p. m. por más de 20 años hasta que la licitación televisiva de 1997 obligó al noticiero a cambiar de horario a partir de enero de 1998 en favor del horario de las 12:30 del mediodía comprendido en dos espacios: el Noticiero 24 Horas de lunes a viernes y el Informativo 24 Horas La Revista los sábados, domingos y festivos. El cambio de horario y la crisis de las programadoras de finales de los 90 y principios de la década de 2000 llevó a la programadora a su final. Después de la finalización de éste espacio informativo sus noticieros pasaron a las 2 productoras que son CM& y NTC Televisión que lo siguieron produciendo en el espacio del mediodía hasta finales de 2001. 

## Presentadores
- Efraín Camargo Ruiz
- César Augusto Londoño
- Margarita Rosa de Francisco[5]
- Mauricio Gómez
- Adriana Arango[6]
- María Elvira Arango[7]
- Javier Hernández Bonnet[8]
- Paula Jaramillo
- Ana María Trujillo
- Jorge Enrique Botero
- Ricardo Henao
- Juan Eduardo Jaramillo
- Claudia Inés Mendoza
- María Beatriz Bravo
- Diana Calderón
- Carolina Abad
- Carlos Ordúz
- Raúl Gutiérrez
- Gloria Echeverry
- Carlos Antonio Vélez
- Virginia Vallejo
- Carlos Arturo Rueda C
- María Paz Oviedo
- Mónica Tapias
- William Restrepo
- Margarita Rosa Donado

## Directores
- Jorge Ortiz Castellanos
- Mauricio Gómez
- Maria Isabel Rueda
- Diana Sofía Giraldo
- Deisy Cañón
- Luis Guillermo Calle
- Raúl Gutiérrez